# Arrows A18
Der Arrows A18 war der 24. Formel-1-Rennwagen von Arrows und der Erste unter dem neuen Eigentümer Tom Walkinshaw. Der A18 wurde in der Saison 1997 eingesetzt und von Frank Dernie konstruiert und später von John Barnard weiter verbessert. Der Wagen wurde von einem Yamaha-0X11C/D-V10-Motor mit 3 Liter Hubraum angetrieben. Die Bereifung kam vom japanischen Reifenkonzern Bridgestone, der Treibstoff von Petroscience.

## Technik und Entwicklung

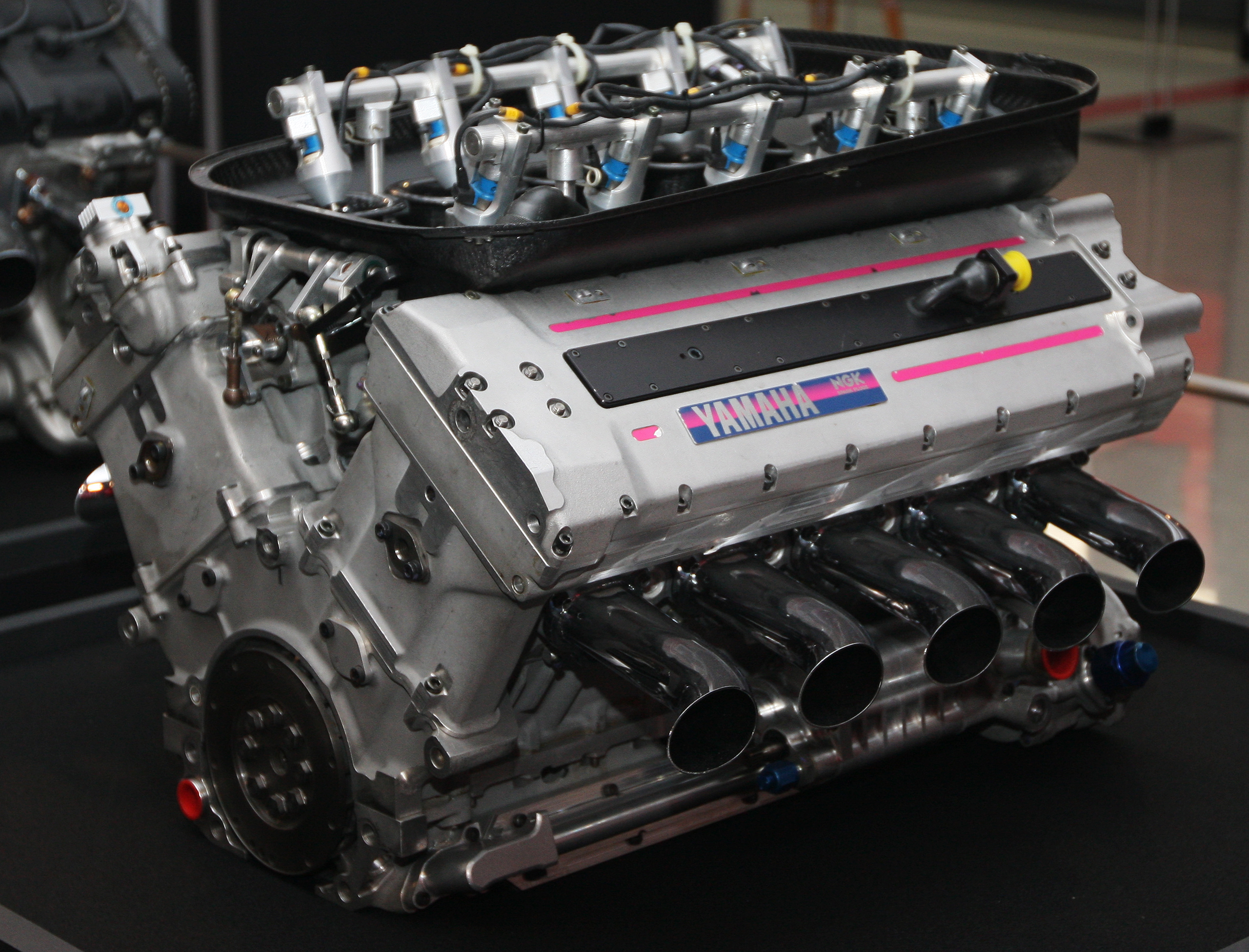
Der Yamaha-OX11A

Der Wagen wurde von Frank Dernie entworfen und später von John Barnard weiterentwickelt. Das Hauptziel vom Eigentümer Walkinshaw war es, einen konventionellen Rennwagen mit innovativen Ideen zu bauen, es sollte möglichst nicht komplex werden.
Eine Besonderheit stellte der sehr tief platzierte Motor dar, der dem Wagen einen sehr tiefen Schwerpunkt zu Lasten der Verwindungssteifigkeit garantierte. Motor war der OX11C-V10-Saugmotor von Yamaha mit einem Hubraum von 3.000 cm³ und einem Zylinderbankwinkel von 72°. Er leistete ungefähr 522 kW (700 PS). Als Getriebe wurde ein sequentielles Halbautomatikgetriebe mit sechs Gängen von Xtrac verwendet. Nach dem Ende der Planung mangelte es dem Wagen sowie dem Motor an der Zuverlässigkeit. Während beim Motor manche Probleme zur Mitte der Saison entdeckt und behoben wurden (Yamaha OX11D), konnte das Chassis nach und nach ebenfalls verbessert werden.

## Renngeschichte

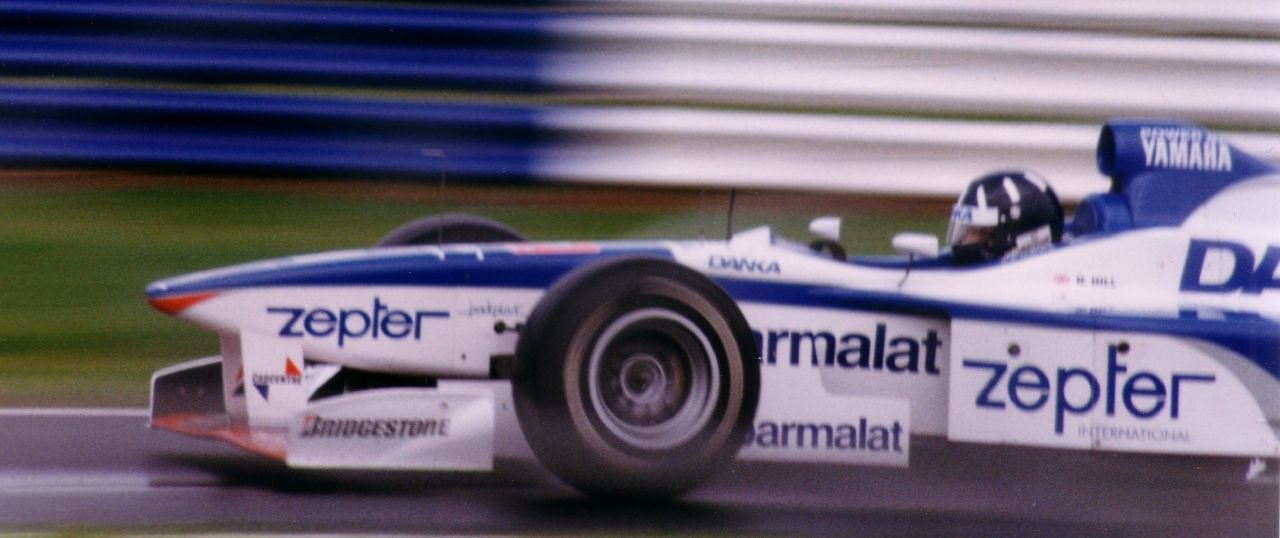
Damon Hill beim Großen Preis von Großbritannien 1997

Im Jahr 1995 stieg der ehemalige britische Rennfahrer Tom Walkinshaw als Sponsor in das damalige Footwork-Team ein. Nur ein Jahr später kaufte er das mittlerweile ins untere Mittelfeld abgeschlagene Team auf und benannte es zu Saisonbeginn 1997 wieder in Arrows um. Während der Saison 1996, welche letztendlich als reine Übergangssaison diente, plante Walkinshaw einen kompletten Neuanfang des Teams für 1997. Er engagierte den Weltmeister Damon Hill, welcher sich mit Frank Williams zerstritten hatte, und Pedro Diniz, da dieser eine Menge Sponsorengelder mitbrachte. Als Designer konnte nach Saisonbeginn John Barnard, welcher durch die Entwicklung des halbautomatischen Getriebes und des Monocoques aus kohlenstofffaserverstärktem Kunststoff bekannt wurde, unter Vertrag genommen werden. Mit Yamaha und Bridgestone wurden ein neuer Motoren- und Reifenlieferant verpflichtet und die Heimatbasis von Milton Keynes nach Leafield verlegt. Die bisherigen Renningenieure Allen McDonald und Rod Nelson verließen das Team und wurden durch Vincent Gaillardot sowie Steve Clark ersetzt. Beide Ingenieure arbeiteten bereits mit ihren jeweiligen Fahrern schon vorher zusammen, so kannten sich Gaillardot und Hill aus ihrer gemeinsamen Zeit bei Williams und Diniz arbeitete bereits mit Clark bei Ligier im Vorjahr zusammen.
Der neue Wagen wurde zusammen mit dem Stewart SF01 bei der Autosport International Show in Birmingham erstmals präsentiert.
Dem Potential des von Grund auf erneuerten Teams stand schlussendlich eine sehr schlechte Verlässlichkeit des Wagens gegenüber, allein 13 von insgesamt 17 Ausfällen passierten aufgrund technischer Defekte. Während der ersten sechs Rennen konnten allein nur zwei Zielankünfte verbucht werden. Mit dem siebten Saisonlauf in Kanada konnten erstmals beide Fahrer das Rennen ohne Defekte beenden. Überraschenderweise schlug Diniz seinen Weltmeisterkollegen dabei. Dieses Rennwochenende markierte auch die Wende im Team, da der bisherige technische Direktor Frank Dernie durch John Barnard ersetzt wurde. Während Hill in den folgenden Rennen immer konstant ins Ziel kommen konnte, wurden Diniz Ergebnisse noch von der mangelnden Verlässlichkeit des Wagens überschattet. Höhepunkt der Saison war das Rennen in Ungarn, als sich Hill für ganze 61 Runden von 77 an der Spitze des Feldes halten konnte. Allerdings versagte drei Runden vor Ende eine Hydraulik-Pumpe bei Hills Wagen. Bedingt dadurch blieb das Getriebe im dritten Gang stecken und er verlor sehr viel Zeit. Einzig der spätere Weltmeister Jacques Villeneuve konnte Hill in der letzten Runde überholen. Es wäre der erste und einzige Sieg in der Geschichte für Arrows gewesen, allerdings widerspiegelte schon der zweite Platz eine grandiose Leistung. Danach konnte Hill keine Punkte mehr erfahren, einzig Diniz machte noch beim Rennen in Luxemburg auf sich aufmerksam, als er zwei Punkte durch einen fünften Platz für das Team sammelte.
Schlussendlich war die Saison aus der Sicht von Walkinshaw eine Enttäuschung: Der Wagen, entworfen durch die beiden Star-Entwickler Dernie und Barnard, war viel zu unzuverlässig, um konstante Erfolge zu erzielen. Aufgrund dessen konnte selbst der derzeit amtierende Weltmeister Damon Hill keine Akzente setzen. Einziger Lichtblick war Pedro Diniz, welcher als Bezahlfahrer starke Rennen fuhr und eine gute Unterstützung, finanziell sowie sportlich, für das Team darstellte. Es war geplant, dass während des Jahres drei Evolutionsstufen des Autos vorgenommen werden. Die erste Stufe war das Grundkonzept des Wagens, die Zweite sollte planmäßig vor dem Rennwochenende in Imola erscheinen und die letzte Verbesserung war für das Rennen in Silverstone vorgesehen.

## Lackierung und Sponsoring
Durch die Übernahme von Walkinshaw wurde auch das Design des Wagens vom Grund auf neu gestaltet. So zierte jetzt eine weiß-blaue Lackierung mit einem roten Front- und Heckflügel. Hauptsponsor wurde der Konsumgüterhersteller Zepter International und Danka, ein auf elektronische Geräte spezialisiertes Unternehmen aus Amerika. Zepter konnte sich den Platz auf den seitlichen Kühlern sichern, während das Logo von Danka auf der Motorabdeckung und seitlich auf der Nase angebracht wurde. Weiters sponserte der österreichische Energydrink-Hersteller Power Horse  erneut das Team und konnte sich den Platz am Front- sowie Heckflügel sichern. Durch Power Horse existierten auch die roten Akzente am Boliden.
Der japanische Reifenlieferan Bridgestone sicherte sich einen Platz am seitlichen Frontflügel sowie bei der Aufhängung am Heckflügel, Yamahas Logo wurde auf der Airbox platziert. Durch den zweiten Fahrer Diniz befand sich auf den seitlichen Luftleitblechen das Logo des italienischen Molkereiunternehmens Parmalat.

## Fahrer
Zur neuen Saison ersetzte man beide Fahrer durch den aktiven Formel-1-Weltmeister Damon Hill, welcher nach seinem Zerwürfnis mit Frank Williams ohne Team war, und den Brasilianer Pedro Diniz. Während Hill für sehr viel Geld verpflichtet wurde, wurde Diniz wegen seiner Sponsoren, allen voran das italienische Molkereiunternehmen Parmalat, verpflichtet.
Beide Vorjahresfahrer konnten jeweils ein Cockpit für die Saison 1997 erreichen. Während Jos Verstappen bei Tyrrell unterkam, wurde Ricardo Rosset von Lola Cars verpflichtet. Jedoch konnte Rosset 1997 kein einziges Rennen fahren, da sich Lola nach einem missglückten Versuch, sich in Australien zu qualifizieren, vom Formelsport zurückzogen.
Während den Qualifyings konnte sich Hill 14 von 17 Mal vor Diniz platzieren, während die Rennduelle knapp mit zehn zu sechs auch an Hill gingen.

## Ergebnisse
| Fahrer                          | Nr.                             | 1   | 2   | 3   | 4   | 5   | 6   | 7 | 8   | 9   | 10  | 11  | 12 | 13  | 14 | 15 | 16 | 17  | Punkte | Rang |
| ------------------------------- | ------------------------------- | --- | --- | --- | --- | --- | --- | - | --- | --- | --- | --- | -- | --- | -- | -- | -- | --- | ------ | ---- |
| Formel-1-Weltmeisterschaft 1997 | Formel-1-Weltmeisterschaft 1997 |     |     |     |     |     |     |   |     |     |     |     |    |     |    |    |    |     | 9      | 8.   |
| D. Hill                         | 1                               | DNS | 17  | DNF | DNF | DNF | DNF | 9 | 12  | 6   | 8   | 2   | 13 | DNF | 7  | 8  | 12 | DNF | 9      | 8.   |
| P. Diniz                        | 2                               | 10  | DNF | DNF | DNF | DNF | DNF | 8 | DNF | DNF | DNF | DNF | 7  | DNF | 13 | 5  | 13 | DNF | 9      | 8.   |

| Legende  | Legende            | Legende                                                          |
| Farbe    | Abkürzung          | Bedeutung                                                        |
| -------- | ------------------ | ---------------------------------------------------------------- |
| Gold     | –                  | Sieg                                                             |
| Silber   | –                  | 2. Platz                                                         |
| Bronze   | –                  | 3. Platz                                                         |
| Grün     | –                  | Platzierung in den Punkten                                       |
| Blau     | –                  | Klassifiziert außerhalb der Punkteränge                          |
| Violett  | DNF                | Rennen nicht beendet (did not finish)                            |
| Violett  | NC                 | nicht klassifiziert (not classified)                             |
| Rot      | DNQ                | nicht qualifiziert (did not qualify)                             |
| Rot      | DNPQ               | in Vorqualifikation gescheitert (did not pre-qualify)            |
| Schwarz  | DSQ                | disqualifiziert (disqualified)                                   |
| Weiß     | DNS                | nicht am Start (did not start)                                   |
| Weiß     | WD                 | zurückgezogen (withdrawn)                                        |
| Hellblau | PO                 | nur am Training teilgenommen (practiced only)                    |
| Hellblau | TD                 | Freitags-Testfahrer (test driver)                                |
| ohne     | DNP                | nicht am Training teilgenommen (did not practice)                |
| ohne     | INJ                | verletzt oder krank (injured)                                    |
| ohne     | EX                 | ausgeschlossen (excluded)                                        |
| ohne     | DNA                | nicht erschienen (did not arrive)                                |
| ohne     | C                  | Rennen abgesagt (cancelled)                                      |
| ohne     | keine WM-Teilnahme |                                                                  |
| sonstige | P/fett             | Pole-Position                                                    |
| sonstige | 1/2/3/4/5/6/7/8    | Punktplatzierung im Sprint-/Qualifikationsrennen                 |
| sonstige | SR/kursiv          | Schnellste Rennrunde                                             |
| sonstige | *                  | nicht im Ziel, aufgrund der zurückgelegten Distanz aber gewertet |
| sonstige | ()                 | Streichresultate                                                 |
| sonstige | unterstrichen      | Führender in der Gesamtwertung                                   |